# Pedagoška fakulteta v madžarskem jeziku v Subotici
Pedagoška fakulteta v madžarskem jeziku (izvirno srbsko Učiteljski fakultet na mađarskom nastavnom jeziku u Subotici), s sedežem v Subotici, je fakulteta, ki je članica Univerze v Novem Sadu.
Trenutni v.d. dekana je prof. dr. Katalin Kaić. 